# ماریا رزا گالو
ماریا رزا گالو (انگلیسی: María Rosa Gallo؛ ۲۰ دسامبر ۱۹۲۵ – ۷ دسامبر ۲۰۰۴ (aged 78)) بازیگر اهل آرژانتین بود. وی بین سال‌های ۱۹۴۵ تا ۲۰۰۴ میلادی فعالیت می‌کرد.